# Bil·lis
Bil·lis fou una ciutat grega d'Il·líria propera a Apol·lònia i Amància. Estrabó la situa entre Apol·lònia i Òricum. No es coneix la seva història i s'esmenta principalment durant les guerres civils de Roma, quan ja era romana. Fou colònia romana amb el nom de Colonia Bullidensis. Les seves ruïnes foren trobades pel Dr. Holland a Gráditza, a la vora del riu Viosa (antic Aous) una mica lluny de la costa.